# Poa polyneura
Poa polyneura är en gräsart som beskrevs av Norman Loftus Bor. Poa polyneura ingår i släktet gröen, och familjen gräs. Inga underarter finns listade i Catalogue of Life.